# Maison Célières
La maison Célières est un monument historique situé à Nouméa, en Nouvelle-Calédonie.

## Histoire
La maison Célières doit son nom à la famille Célières, arrivée à Nouméa depuis l'île de La Réunion en 1891. En 1898, le fils, Paul Joseph Célières, dit Thomy, confie à l'entrepreneur M. Gérosa la tâche de construire cette maison au Faubourg Blanchot, sur le lot de ville 630.
À la mort de Thomy en 1940 et de sa femme en 1966, c'est leur fille aînée Renée Célières qui obtient la jouissance de ce patrimoine, mais l'entretien coûteux qu'il occasionne l'oblige à prendre des locataires dès 1980, et à vendre une partie du mobilier de la maison en 1986.
Le bâtiment est classé monument historique en 1989 puis racheté en 2003 par la Ville de Nouméa, quelques années après le décès de Renée Célières en 1995. Dès lors, et sous l’impulsion de l’Association témoignage d’un passé, des travaux de restauration ont lieu entre 2006 à 2009, date à laquelle la maison Célières commence à abriter la Maison du livre de Nouvelle-Calédonie. Toutefois, cette dernière, en raison de restrictions budgétaires, doit abandonner ces locaux pour la bibliothèque Bernheim en novembre 2017. À la place, la Maison Célières, après quelques mois de réaménagement, devient le « Foyer calédonien » en avril 2018, un site patrimonial et mémoriel consacré à l'histoire des « pionniers » de la communauté européenne (« Caldoches ») géré par l'Association Témoignage d'un passé (ATUP).

## Architecture

### Maison
La maison Célières est une villa de style colonial, et au plan de distribution symétrique.
Sur la façade principale se trouve un porche d’entrée avec un escalier à deux volées qui mène à une véranda ouverte.
La porte d’entrée de la façade principale débouche sur un couloir desservant les quatre pièces du bloc central carré.
La circulation de l'air est optimisée grâce aux vérandas habillées de persiennes et aux ouvertures positionnées symétriquement.
Les vérandas permettent de rejoindre les quatre pavillons d’angle servant de bureau, de bibliothèque, de cabinet de toilette et d’office.
Le bâtiment repose sur un soubassement constitué de pierres et de briques. Les caves participent à la ventilation du bâtiment.
Afin d'éviter les incendies, fréquents dans les maisons en bois, la cuisine a été construite à l’extérieur. À l'extérieur se trouvent également une citerne, un lavoir à plusieurs bassins, une écurie, une remise et une chambre de domestique devenue plus tard une salle d'eau avec chauffe-eau à bois. La cuisine et la salle d'eaux ont été converties en toilettes lors de la restauration.
La maison principale ainsi que ses dépendances sont ornées d'un lambrequin.
A l'arrière de la maison principale et de dépendances se trouve un cabinet d'aisance.

### Mobilier
Les meubles de salle à manger de style Henri II ainsi que le lit sont arrivés de La Réunion même temps que la famille Célières.
Le mobilier d'origine a été revendu en partie en 1986.

### Jardins
Elle comprend deux jardins aux fonctions bien distinctes : un jardin ornemental à l'avant et un jardin vivrier à l'arrière. On retrouve ces deux fonctions par exemple aux Château Hagen.

#### Jardin ornemental
On accède au jardin ornemental par le portail en fer, surnommé "le Baro" par ses occupants en référence au nom créole désignant un portail. Les arbres de ce jardin étaient plantés par des condamnés. Il reste de l'époque des Célières un latanier, palmier originaire de l’océan Indien. Autrefois, de part et d'autre de l'entrée étaient plantés des palmiers royaux, et de part et d’autre des allées rejoignant la maison se trouvaient des parterres de roses et de lys, délimités par des bouteilles de champagne retournées ou par des coquillages nacrés.

#### Jardin vivrier
Derrière la maison se trouve un jardin vivrier avec un potager, un verger, un clapier et un poulailler. On y trouve également un sapotier, arbre commun à La Réunion, et un pommier de Cythère.

### Matériaux utilisés
La maison est constituée de bois, de pierres, de briques du Mont-Dore et, pour la balustrade, de bois de Saint-André. À l’origine, le parquet de la véranda était en sapin et le plafond en kaori peint.